# Dvojna igra
Dvojna igra (izvirno The Departed) je film iz leta 2006. Režiral ga je Martin Scorsese, v njem pa igrajo Leonardo DiCaprio, Matt Damon, Jack Nicholson, Mark Wahlberg, Martin Sheen, Alec Baldwin in Ray Winstone. Film je remake popularnega Hongkongškega trilerja Infernal Affairs iz leta 2002, ki sta ga posnela Andrew Lau in Siu Fai Mak.
Film se odvija v Bostonu, ko mafijec Frank Costello v policijo kot krta postavi Colina Sullivana. Med tem policija zaposli Billya Costigana, da bi se infiltriral v Costellovo ekipo. Ko oba krta ugotovita, da gre za spletko, morata ugotoviti identiteto drug drugega. 
Film je na 79. podelitvi Oskarjev osvojil štiri kipce, za najboljši film, režijo, prirejeni scenarij in za najboljšo montažo. Poleg tega je bil za stransko vlogo nominiran še Mark Wahlberg.